# 鲁克瑟维尔
鲁克瑟维尔（法語：Rouxeville，法語發音：[ʁuksəvil]）是法国芒什省的一个旧市镇，属于圣洛区。

## 地理
鲁克瑟维尔（49°6'5"N, 0°56'53"W）面积5.83 平方千米，位于法国诺曼底大区芒什省，该省份为法国西北部沿海省份，西、北、东北三面环大西洋，东起顺时针与卡爾瓦多斯省、奧恩省、马耶讷省和伊勒-维莱讷省接壤。
与鲁克瑟维尔接壤的市镇（或旧市镇、城区）包括：埃勒河畔圣日耳曼、朗贝维尔、埃勒河畔圣母村、普雷科尔班、圣让代勒、维杜维尔。

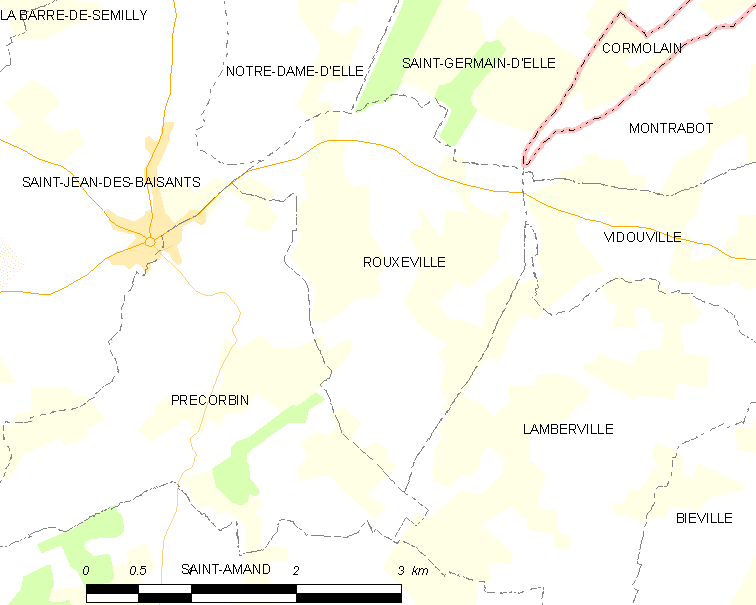
鲁克瑟维尔的OSM定位图

鲁克瑟维尔的时区为UTC+01:00、UTC+02:00（夏令时）。

## 行政
鲁克瑟维尔的邮政编码为50810，INSEE市镇编码为50441。

## 政治
鲁克瑟维尔所属的省级选区为维尔河畔孔代县。

## 人口

1962-2008年间鲁克瑟维尔人口变化图示

鲁克瑟维尔于2018年1月1日时的人口数量为381人。